# Фельдаталь
Фельдаталь (нім. Feldatal) — громада в Німеччині, знаходиться в землі Гессен. Підпорядковується адміністративному округу Гіссен. Входить до складу району Фогельсберг.
Площа — 55,69 км2. Населення становить 2380 ос. (станом на 31 грудня 2020).